# Paregnatius kermanicus
Paregnatius kermanicus är en insektsart som beskrevs av Marius Descamps 1967. Paregnatius kermanicus ingår i släktet Paregnatius och familjen gräshoppor. Inga underarter finns listade i Catalogue of Life.